# Mijnwerker

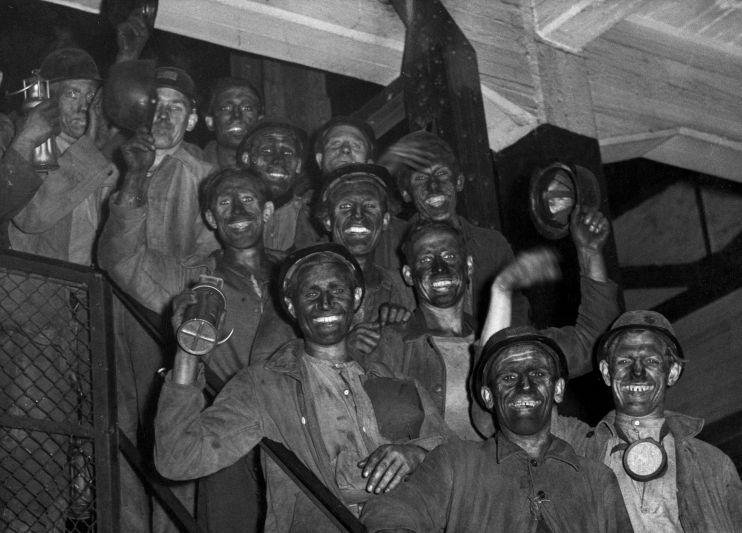
Limburgse mijnwerkers, 1946

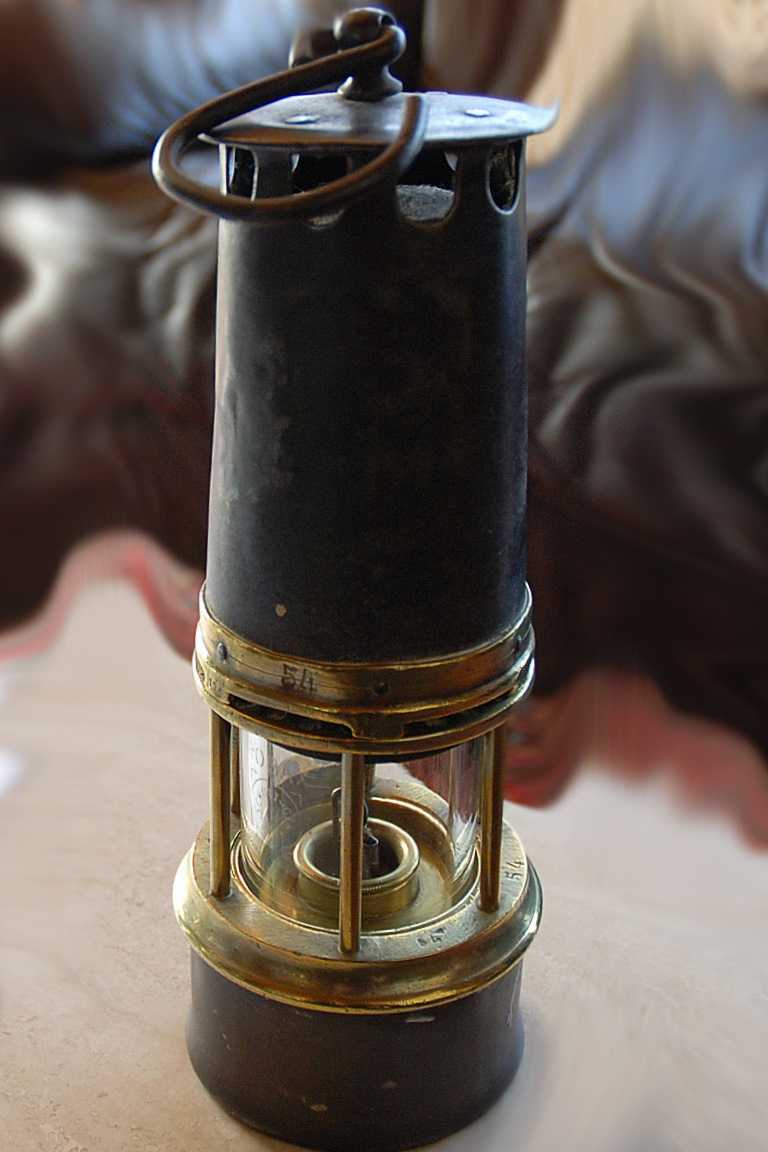
Mijnwerkerslamp

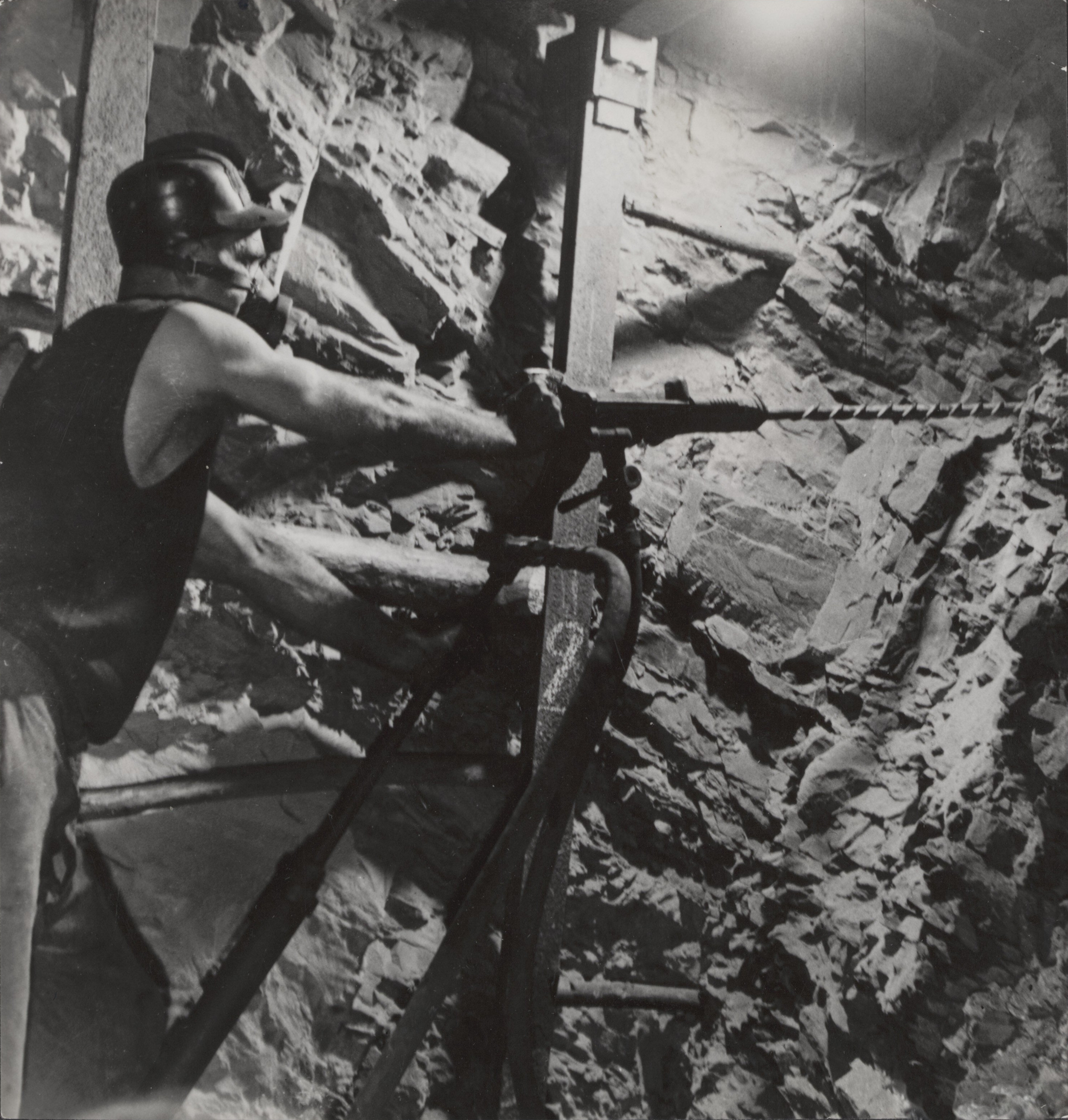
Mijnwerker boort gaten voor explosieven, 1946

Een mijnwerker of kompel is een arbeider in de mijnbouw, bijvoorbeeld in een kolenmijn of een goudmijn.

## Etymologie
Kompel is afkomstig van het Limburgse koempel, dat op zijn beurt komt van het Duitse Kumpel, hetgeen oorspronkelijk 'vriend' of 'maat' betekende. 

## Mijnwerkers in Nederland en België
In Nederland en België zijn alle mijnen gesloten en daarom vindt men er geen kompels meer. 
Kompels werkten over het algemeen in drieploegendiensten, schichten, waarbij achtereenvolgens elke ploeg acht uur in de mijn werkte. De nachtdienst was voorbehouden aan kompels van 18 jaar en ouder. De nachtdienst was in feite bestemd om die werkzaamheden uit te voeren waardoor het voor de dag- en middagdienst mogelijk was om uitsluitend met kolenwinning bezig te zijn. Te denken valt aan reparatie en onderhoud van machines, controle en reparatie van het kilometerslange spoorwegnet, de luchtverversing, de schachten, de transportbanden enz.
Mijnwerkers droegen op hun hoofd een elektrische petlamp, waarmee zij gericht op hun werk konden schijnen. Ook droegen sommige een mijnwerkerslamp bij zich, deze waarschuwde voor aanwezigheid van het zeer brandbare mijngas.
Elke kompel had een uniek nummer, dat op een penning was geslagen. Deze penning kreeg men bij de portier mee, en werd bij de ingang van de schacht afgegeven. Aan het einde van de dienst werd de penning weer in ontvangst genomen, en afgeleverd bij de portier. Op deze wijze kon men controleren of er geen kompels in de mijn waren achtergebleven. 
Voordat een mijnwerker de mijn in ging, werd deze begroet met Glück auf. Dit betekent "Kom veilig boven". Op deze manier hoopte men dat de mijnwerker aan het eind van de dag weer veilig boven zou komen.

## Gevaar
Het werk in de mijnen was gevaarlijk. Het zeer brandbare en, onder bepaalde omstandigheden, explosieve mijngas vormde steeds een  verborgen dreiging voor de mijnwerkers. Ook bestond het gevaar dat bij een waterdoorbraak de mijngangen volliepen met water, waardoor de kompels konden verdrinken. Verder was er explosiegevaar door grauwvuur en een voortdurend aanwezig instortingsgevaar. Om dit laatste te voorkomen, werden de gangen gestut met mijnhout. Later werd naast hout ook metaal gebruikt voor het stutten. Ter ondersteuning van de steengangen en galerijen werd gebruikgemaakt van stalen stijlen en kappen, deze bestonden uit stukken spoorrails. In de pijlers  (de plaats waar de steenkool werd gewonnen) werden speciale, uitschuifbare stalen stempels toegepast. Het verschil tussen deze twee is dat de ondersteuning in mijngangen min of meer definitief was en pijlerondersteuning steeds verplaatst moest worden.
Door mijnrampen zijn veel mijnwerkers omgekomen, bijvoorbeeld de mijnramp van Marcinelle in België (1956). Elders in de wereld vinden nog regelmatig rampen in mijnen plaats. Het beroep van mijnwerker is nog steeds een gevaarlijk beroep.
Kompels werden getroffen door diverse beroepsziekten, zoals mijnwerkers-pneumoconiose en silicose (mijnwerkerslongen, stoflongen), mijnwerkers-nystagmus (oogsidderen) veroorzaakt door infecties met de mijnworm (Ancylostoma duodenale), kruipknieën, diverse rugklachten en hernia inguinalis (liesbreuken).

## Nieuwelingen
Nieuwe kompels werden op een aantal mijnen ontgroend, met de koelstamp. Een kompel hield een schop tegen het achterwerk van de nieuweling, en een ander sloeg (zacht) met een moker op deze schop. Een kompel die deze behandeling had ondergaan was ontgroend, en een volwaardig collega.
De opleiding voor mijnwerker duurde drie jaar en heette in Nederlands Limburg de Ondergrondse Vakschool (O.V.S.). 's Ochtends begon een O.V.S.'er met de groet: de hand rechtop bij het voorhoofd. De kleding die een O.V.S.'er droeg was een blauwe of grijze overall met het logo, stevige schoenen en een mijnpet op het hoofd.

## Sanitair
De sanitaire voorzieningen in de mijn zelf waren beperkt tot een ton, die kiebel werd genoemd. Bovengronds was een waslokaal waar de kompels zich na de werkdag konden wassen en omkleden. De kleding werd aan een haak gehangen die door middel van een ketting naar het plafond werd gehesen. Het wassen was verplicht, daarbij wasten de kompels elkaars rug, dit werd poekkele genoemd.

## Gereedschap
Tot in het midden van de 20e eeuw had iedere mijnwerker zijn eigen gereedschap, dat na de schicht bijeengebonden in een rek, aan een ketting of in een gereedschapskist werd opgehangen, vaak naast de werkkleding.

## Tractie
Voor de komst van de elektriciteit werden paarden en voordien muilezels als trekdieren voor ondergronds transport gebruikt. Meestal bleven de dieren een jaar of tien onder de grond, door het jarenlange verblijf in de duisternis waren ze tegen de tijd dat ze bovengronds kwamen blind. Met het hooi en stro voor deze paarden kwamen ook muizen en ratten in de gangenstelsels, het was dan ook van belang dat de mijnwerkers hun boterhammen in metalen doosjes verpakten. Als drank werd in een aluminium drinkbus met beugelsluiting (d'r blèèch) koude thee of koffie meegenomen.

## Patrones
De patrones van de kompels is de heilige Barbara, de beschermvrouwe van de mensen met een gevaarlijk beroep. In Zuid-Limburg was haar feestdag, op 4 december, lange tijd een vrije dag. Oorspronkelijk, tot in de jaren dertig van de 19e eeuw, was de patrones van kompels echter de heilige Catharina.